# 경남일보 창간호
경남일보 창간호(慶南日報 創刊號)는 대한민국 경상남도 진주시에 있는 대한제국시대의 경남일보 창간호이다. 2009년 8월 6일 경상남도의 유형문화재 제482호로 지정되었다.

## 개요
이 신문은 한국인에 의해 발행된 최초의 그리고 유일한 지방지라는 면에서 상당한 의미가 부여될 수 있을 것이다. 이 신문에는 구한말 일제 초기 진주를 비롯한 경남지역 내의 변화, 발전 상황이 투영되고 있어 상당한 사료적 가치가 있다.

## 참고 문헌
- 경남일보 창간호 - 국가유산청 국가유산포털